# Piz Cengalo
El Piz Cengalo, en italiano, Pizzo Cengalo (3.369 m) es una montaña en los Alpes Réticos occidentales. Se encuentra en la cordillera Bregaglia en la frontera entre el cantón suizo de los Grisones y la Lombardía en Italia.
La primera ascensión a la montaña la hizo D. W. Freshfield y C. Comyns Tucker con el guía F. Dévouassoud el 25 de julio de 1866. El nombre 'Cengalo' proviene de Tschingel, que significa faja.
Según la SOIUSA, el Piz Cengalo a:
- Gran parte: Alpes orientales
- Gran sector: Alpes centrales del este
- Sección: Alpes Réticos occidentales
- Subsección: Alpes del Bernina
- Supergrupo: Montes de la Val Bregaglia
- Grupo: Grupo del Castello
- Subgrupo: Cadena Piz Badile-Piz Cengalo
- Código: II/A-15.III-B.3.e